# Saint-Aubin-des-Landes
Saint-Aubin-des-Landes ist eine Gemeinde in der Bretagne in Frankreich. Sie gehört zum Département Ille-et-Vilaine, zum Arrondissement Fougères-Vitré und zum Kanton Vitré. Sie grenzt im Nordwesten an Saint-Jean-sur-Vilaine, im Nordosten an Pocé-les-Bois, im Osten an Étrelles, im Südosten an Torcé und im Süden und im Westen an Cornillé. Die Bewohner nennen sich Saint-Aubinois.

## Bevölkerungsentwicklung
| Jahr      | 1962 | 1968 | 1975 | 1982 | 1990 | 1999 | 2008 | 2013 |
| --------- | ---- | ---- | ---- | ---- | ---- | ---- | ---- | ---- |
| Einwohner | 503  | 506  | 515  | 636  | 723  | 871  | 905  | 917  |

## Sehenswürdigkeiten
- Kriegerdenkmal

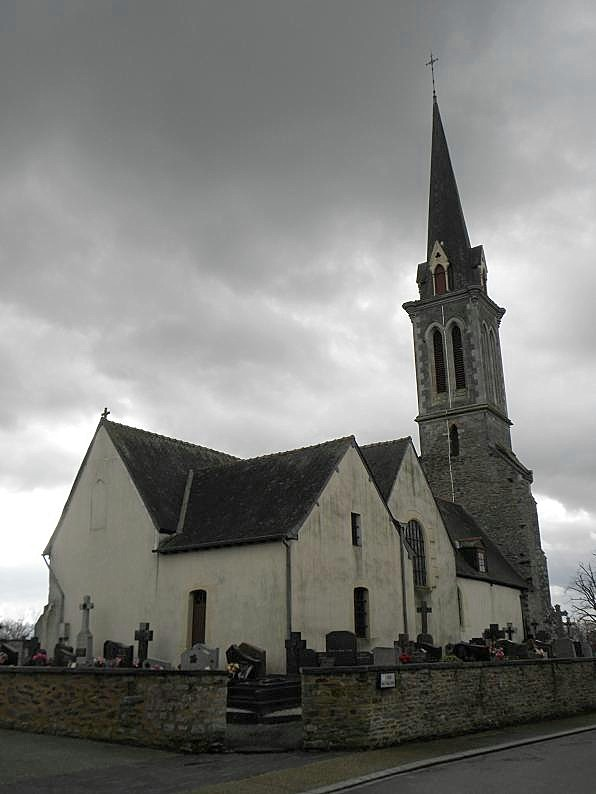
Kirche Saint-Aubin
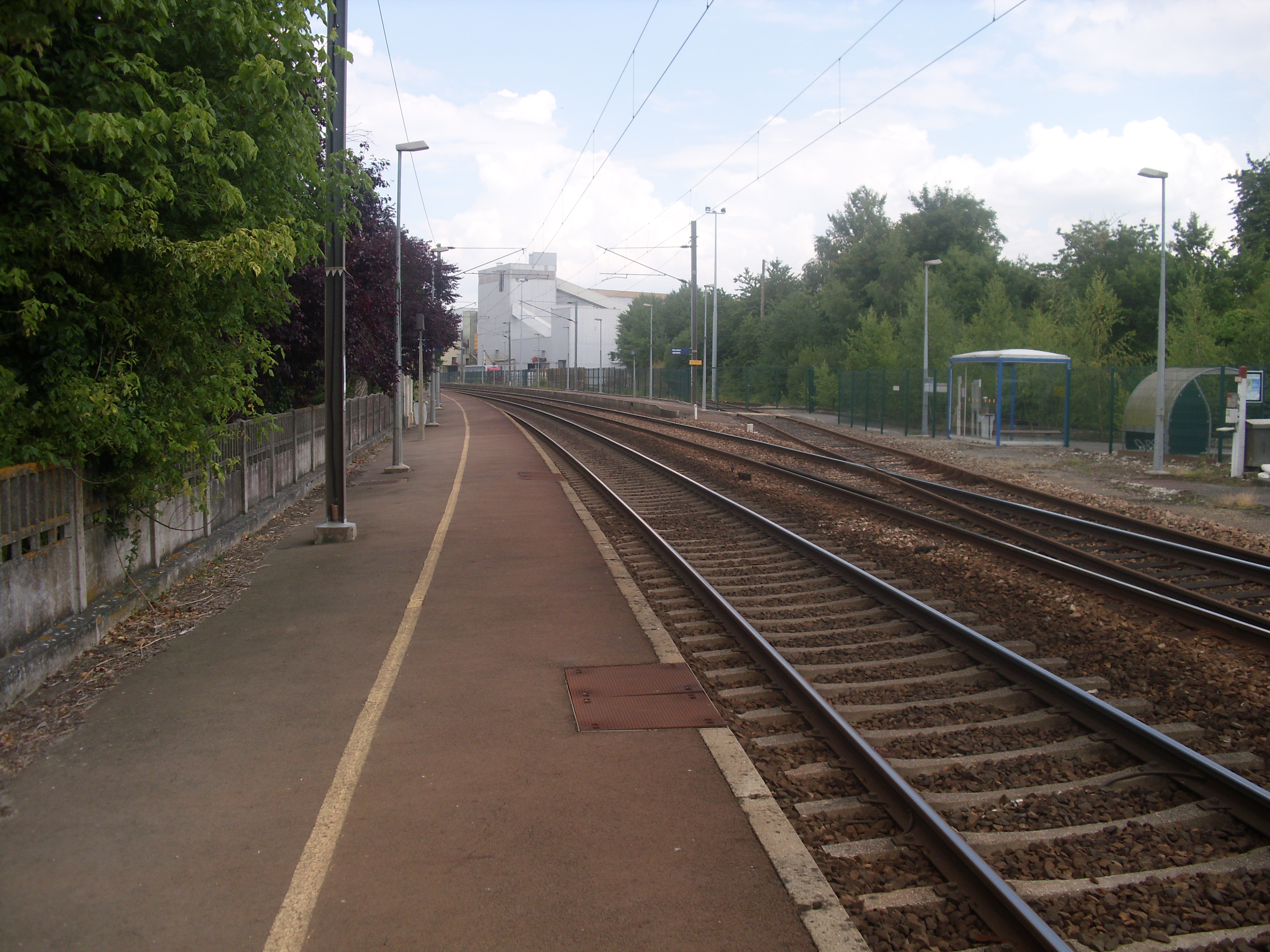
Bahnhof an der Bahnstrecke Paris–Brest

- Kirche Saint-Aubin
- Bahnhof an der Bahnstrecke Paris–Brest